# Frederik Ihler
Frederik Dahl Ihler (Aarhus, 25 giugno 2003) è un calciatore danese, attaccante dell'Elfsborg.

## Carriera

### Club
Ihler è cresciuto nel settore giovanile dell'Aarhus, con cui ha debuttato il 9 luglio 2020 nell'incontro di Superligaen perso 1-0 contro l'Aalborg. Nella primavera del 2022 è stato aggregato stabilmente in prima squadra ed il 10 aprile ha segnato il suo primo gol nel pareggio per 2-2 contro il Nordsjælland.
Il 9 luglio seguente è passato in prestito al Valur, ma dopo soli due mesi ha cambiato squadra passando con la stessa formula allo Skive. Il 17 luglio 2023 è stato ceduto a titolo definitivo al Landskrona BoIS, con cui ha trascorso due mezze stagioni in Superettan, la seconda serie svedese.
Il 5 agosto 2024 viene acquistato dal Molde, club della prima divisione norvegese, con cui ha giocato alcune partite nei turni preliminari di Europa League per poi prendere anche parte alla fase finale della Conference League.
Il 25 marzo 2025, nell'ultimo giorno della finestra del calciomercato svedese, è stato girato in prestito all'Elfsborg, nella massima serie nazionale. Dopo un avvio di campionato da 7 reti in 14 partite, a luglio il club svedese ha esercitato l'opzione di acquisto, rilevando il giocatore a titolo definitivo.
```
16 7
```

### Nazionale
Ha giocato con le nazionali giovanili danesi Under-16 ed Under-17.

## Statistiche

### Presenze e reti nei club
Statistiche aggiornate al 12 dicembre 2024.
| Stagione               | Squadra                | Campionato             | Campionato | Campionato | Coppe nazionali | Coppe nazionali | Coppe nazionali | Coppe continentali | Coppe continentali | Coppe continentali | Altre coppe | Altre coppe | Altre coppe | Totale | Totale |
| Stagione               | Squadra                | Comp                   | Pres       | Reti       | Comp            | Pres            | Reti            | Comp               | Pres               | Reti               | Comp        | Pres        | Reti        | Pres   | Reti   |
| ---------------------- | ---------------------- | ---------------------- | ---------- | ---------- | --------------- | --------------- | --------------- | ------------------ | ------------------ | ------------------ | ----------- | ----------- | ----------- | ------ | ------ |
| 2019-2020              | Aarhus                 | SL                     | 1          | 0          | CD              | 0               | 0               | -                  | -                  | -                  | -           | -           | -           | 1      | 0      |
| 2021-2022              | Aarhus                 | SL                     | 7          | 1          | CD              | 0               | 0               | -                  | -                  | -                  | -           | -           | -           | 7      | 1      |
| Totale Aarhus          | Totale Aarhus          | Totale Aarhus          | 8          | 1          |                 | 0               | 0               |                    | -                  | -                  |             | -           | -           | 8      | 1      |
| 2022                   | Valur                  | UD                     | 3          | 0          | CI+CdL          | 0               | 0               | -                  | -                  | -                  | -           | -           | -           | 3      | 0      |
| 2022-2023              | Skive                  | 2D                     | 25         | 10         | CD              | 1               | 1               | -                  | -                  | -                  | -           | -           | -           | 26     | 11     |
| 2023                   | Landskrona BoIS        | S1                     | 15         | 3          | CS+CS           | 0+1             | 0+1             | -                  | -                  | -                  | -           | -           | -           | 16     | 4      |
| 2024                   | Landskrona BoIS        | S1                     | 16         | 7          | CS+CS           | 3+0             | 0               | -                  | -                  | -                  | -           | -           | -           | 19     | 7      |
| Totale Landskrona BoIS | Totale Landskrona BoIS | Totale Landskrona BoIS | 31         | 10         |                 | 4               | 1               |                    | -                  | -                  |             | -           | -           | 35     | 11     |
| 2024-mar.2025          | Molde                  | ES                     | 11         | 2          | CN              | 2               | 1               | UEL+UECL           | 4+9                | 0+4                | -           | -           | -           | 26     | 7      |
| Totale carriera        | Totale carriera        | Totale carriera        | 78         | 23         |                 | 7               | 3               |                    | 13                 | 4                  |             | -           | -           | 98     | 30     |